# مرغ دریایی (فیلم ۱۹۶۸)
مرغ دریایی (انگلیسی: The Sea Gull) فیلمی به کارگردانی سیدنی لومت است که در سال ۱۹۶۸ منتشر شد.

## خلاصه فیلم
آرکیدانا بازیگری سالخورده در تابستان به دیدار برادر خود سورین و پسر او کنستانتین در املاک آن‌ها می‌رود. او رمان‌نویسی مشهور را با خود همراه می‌کند و ...